# 仙女湖 (电视剧)
《仙女湖》 原名《仙女湖之墨仙》，中央电视台综合频道于2013年播出的一部古装神话剧，取材于晋代干宝《搜神记》中天之织女下凡的故事和汉武帝时期罢黜百家，独尊儒术中墨家巨子的传奇故事，讲述了女主角仙女小七与男主角非乐历经波折的爱情故事。
本剧拍摄地选择在中国“七仙女下凡”故事的发祥地江西新余仙女湖，于2010年11月21日开机，2011年1月29日在横店影视城杀青。2012年7月15日四川公共频道首播，2013年2月11日至2月21日在CCTV-1上星，2月17日至26日起在CCTV-8黄金强档进行第二轮播出。

## 剧情概述
上古时候有一个美丽的少女，为了等她的情郎，流乾了眼泪，化成了仙女湖，而这位美丽的少女仙女湖就是玉帝当年的恋人。后来，天上的仙女来到凡间到仙女湖中洗澡，其中就有玉帝的小女儿七仙女——小七。当时正是汉武帝“罢黜百家、独尊儒术”时期，墨家弟子的传承者非乐掌巨子令，肩负着重要使命。非乐在躲避朝廷的追杀中逃到了仙女湖，邂逅了失去了羽衣没能上天的七仙女——小七，两人之间展开了一段曲折感人的“人神之恋”。但是按照天庭的律法，仙人是不能与凡人相恋的，当王母娘娘知道了小七和非乐的恋情后，罚小七重新投胎成为凡人。小七在姐妹们的帮助下完成修炼，重新成仙，但她却已经离不开非乐了。后来仙女湖说服玉帝让小七留在人间，与非乐成就百年之好，最终两人终于走到了一起。

## 演员
| 演员                         | 配音演员 | 角色         | 备注 |
| 贡 米 童年：林妙可           | 刘 露    | 小七、陈初七 |      |
| 陈 龙                        | 陈 光    | 非乐         |      |
| 莫少聪                       | 孟 宇    | 漆雕烈       |      |
| 恬 妞                        | 马 程    | 年糕嫂       |      |
| 廖京生                       |          | 陈富贵       |      |
| 王 博                        |          | 大公主       |      |
| 吕平滢                       |          | 二公主       |      |
| 王婉娟                       | 申秋香   | 三公主       |      |
| 李欣桐                       |          | 四公主       |      |
| 穆麒同                       |          | 五公主       |      |
| 穆薪同                       |          | 六公主       |      |
| 彭 丹                        | 徐晓青   | 王母娘娘     |      |
| 张 旭                        | 惠 龙    | 霍去病、哪吒 |      |
| 郑 凯 （页面存档备份，存于） | 彭 尧    | 卫青         |      |

## 音乐
- 主题曲：《跟你一辈子》
  - 作词：化方 作曲：何沐阳 演唱：孙楠、徐千雅等
- 片尾曲：《仙女湖》
  - 作词：化方 作曲：何沐阳 演唱：徐千雅

## 相关
本剧筹谋和拍摄及播出得到江西、新余地方政府的大力支持，剧中也不遗余力的宣传新余的本地元素，不是却胜似市情宣传片。中共新余市委机关报《新余日报》亦刊发长文《大爱如歌——我看大型神话电视剧<仙女湖>》进行宣传。新余市旅游局希望借电视剧在中央电视台1套和8套播出之机，让更多人了解新余，从而做旺新余旅游，推动新余第三产业的发展。